# Świerszczyk
Świerszczyk – magazyn dla dzieci w wieku wczesnoszkolnym wydawany od 1945 w Warszawie. Jego logotyp przedstawia uśmiechniętego, zielonego świerszcza.

## Historia
Pierwszy numer ukazał się 1 maja 1945. Nazwę pisma wymyśliła Ewa Szelburg-Zarembina. Ówczesna redaktor naczelna Wanda Grodzieńska starała się skupić wokół tygodnika najznakomitszych twórców, takich jak Hanna Januszewska, Jan Brzechwa, Ewa Szelburg-Zarembina, Olga Siemaszkowa, Lucyna Krzemieniecka, Jan Marcin Szancer, Ha-Ga. Z redakcją współpracowała też m.in. Anna Kamieńska. 
8 kwietnia 1951 „Świerszczyk” połączył się z pismem „Iskierki”, zmieniając jednocześnie nazwę na „Świerszczyk-Iskierki”. Po 5 latach, 2 września 1956, przywrócono pismu pierwotną nazwę.
Od 1 maja 1945 do 2 września 1951 „Świerszczyk” był wydawany przez SW Czytelnik, a od 3 września 1951 do 31 sierpnia 2005 przez Naszą Księgarnię. Od 2005 wydawcą pisma jest Nowa Era.
W latach 1945–2005 „Świerszczyk” był tygodnikiem o charakterze przede wszystkim literackim, zawierającym bogato ilustrowane utwory wierszowane i krótkie opowiadania prozą. Od 1992 zmienił charakter na magazyn i był wydawany jako dwutygodnik. Od stycznia 2019 wydawany jest jako miesięcznik.

### Podtytuły
- Tygodnik dla najmłodszych
- Tygodnik dla młodszych dzieci (od 1973)
- Tygodnik dla dzieci (od 1989)
- Magazyn dla dzieci (od 1992)
- Dobre strony dzieciństwa (od 2023)

## Redaktorzy naczelni
- Wanda Grodzieńska (1945–1955)
- Stanisław Aleksandrzak (red. naczelny „Iskierek” od 1 października 1945 do 8 kwietnia 1951, kiedy nastąpiło połączenie obu pism)
- Władysław Kozłowski (1955–1968)
- Bolesław Zagała (1969–1983)
- Anna Kowalska (1983–1992)
- Zdzisław Nowak (1992–1993)
- Dorota Oleksiak (1993–1995)
- Grzegorz Kasdepke (1995–2000)
- Halina Ostaszewska (2000–2001)
- Marcin Przewoźniak (2001)
- Katarzyna Szantyr-Królikowska (2001–2008)
- Małgorzata Węgrzecka (od 2008)[2].